# REBOUND
《REBOUND》는 2016년 10월 29일부터 12월 31일까지 XTM에서 방송된 최초 스트릿볼 서바이벌 프로그램이다.

## 출연자

### MC
- 산이
- 킹콩 (호스트)
- 스케줄원 (호스트)
- DJ R2 (호스트)

### 스쿼드
- 김승현 & 하하
- 정진운 & 이승준 & 이동준
- 현주엽 & 박광재
- 주석 & 안희욱

## 플레이어

### 1차 예선
- 박대영
- 임재균
- 김상훈
- 한준혁
- 전상용
- 방덕원
- 곽지훈
- 김철우
- 베이식
- 이항범
- 구슬
- 임상엽
- 계린다
- 리차드
- 조용범
- 김동현
- 오종균
- 주긴완
- 김훈

### 2차 예선
김승현 & 하하 스쿼드 - 나팀사
- 한준혁
- 한재규
- 임재균
- 임재원
- 박대영
- 주간완
- 이항범
- 김훈
- 김태윤
- 박태성

현주엽 & 박광재 스쿼드 - 리벤저스
- 전상용
- 오종균
- 박민수
- 곽희훈
- 김태삼
- 박힘찬
- 강경민
- 강상원
- 베이식
- 임준혁

정진운 & 이승준 & 이동준 스쿼드 - Shake and Bake
- 김상훈
- 방덕원
- 장동영
- 고동민
- 강창모
- 김정년
- 김요한
- 김동현
- 노민혁
- 전용태

주석 & 안희욱 스쿼드 - 언더독스
- 리차드
- 박희철
- 임영훈
- 박용환
- 박세원
- 케빈
- 박수현
- 강현수
- 조용범
- 여민수

## 순위
- 굵은 글씨는 MVP.

| 순위 | 이름   | 팀               | 소속                         |
| ---- | ------ | ---------------- | ---------------------------- |
| 1    | 김태삼 | 리벤져스         | DSB                          |
| 1    | 곽희훈 | 리벤져스         | DSB, 코스모폴리탄, 엘르      |
| 1    | 임준혁 | 리벤져스         |                              |
| 2    | 전상용 | 리벤져스         | DSB                          |
| 2    | 박민수 | 리벤져스         | 하늘내린인제, 前LP support   |
| 2    | 베이식 | 리벤져스         | OUTLIVE, 前RBW, 前인디펜던트 |
| 4강  | 임재원 | 언더독스         |                              |
| 4강  | 박수현 | 언더독스         |                              |
| 4강  | 리차드 | 언더독스         |                              |
| 4강  | 김상훈 | 쉐이크 앤 베이크 | 비트캡슐                     |
| 4강  | 장동영 | 쉐이크 앤 베이크 | KCC, 前모비스                |
| 4강  | 김동현 | 쉐이크 앤 베이크 | SPORTS BQ                    |